# Nemapogon levantinus
Nemapogon levantinus är en fjärilsart som beskrevs av Petersen 1961. Nemapogon levantinus ingår i släktet Nemapogon och familjen äkta malar.
Artens utbredningsområde är Syrien. Inga underarter finns listade i Catalogue of Life.